# HD 144927
HD 144927，又名CD-3211456，SAO 207396、HR 6006，是一颗恒星，视星等为6.19，位于銀經344.22，銀緯13.91，其B1900.0坐标为赤經16h 3m 9.5s，赤緯-32° 13.91′ 59″。